# 조나스 아우구스투 보비에
조나스 아우구스투 보비에(포르투갈어: Jonas Augusto Bouvie, 1986년 10월 5일 ~ )는 흔히 자파로 불리는 브라질의 전 축구 선수로, 포지션은 공격수였다.

## 축구인 경력

### 선수 경력
2014년 K리그 챌린지 수원 FC에 입단하여 2014 시즌과 2015 시즌 2년 동안 51경기에 출전하여 26골 기록하였다. 2016 시즌에 중국 2부리그인 갑급리그의 메이저우 커자로 이적하였다.